# حسن شاخصی
حسن شاخصی (زادهٔ ۱۳۳۹ در آستانه اشرفیه) نمایندهٔ حوزهٔ انتخابیهٔ آستانه اشرفیه در دورهٔ پنجم مجلس شورای اسلامی بوده‌است. وی پیش‌تر در دورهٔ چهارم نیز عضو این مجلس بود.